# Taškent
Taškent (/ˌtæʃˈkɛnt/; uzbeško Toshkent, Тошкент [tɒʃˈkent], rusko Ташкент [tɐʂˈkʲent]) je glavno mesto Uzbekistana. Ime v prevodu pomeni tudi "Kamnito mesto". Neuradno naj bi Taškent imel 4,5 mio. prebivalcev.

## Zgodovina
Na območju današnjega Taškenta je obstajalo naselje že pred našim štetjem. Takrat se je imenovalo Chach ali Chachkand. Mesto naj bi nastalo med 5. in 3. stol. pr. n. št. V naslednjih stoletjih je delovalo kot trgovski center med raznimi plemeni, ki so živela u Srednji Aziji. Bil je pomembna postaja na Svilni cesti med Azijo in Evropo. V 7. stol. je bil Chach središče regije, ki jo je sestavljalo 30 manjših naselij.
V 8. stoletju so Taškent osvojili Arabci in uvedli islam. V 9. stol. je postal del države Samanidov iz Perzije in se je imenoval Binkath. Leta 1219 so ga uničili Džingiskanovi vojaki in nomadska ljudstva. Kasneje je bil obnovljen, vendar ne na ruševinah ampak severozahodno od njih.
Taškent je pogosto menjal vladarje in bil večkrat porušen. Večje obnove je bil deležen v času Timurjeve vladavine v 14. stoletju. Od 16. stol. dalje se mesto imenuje Taškent (v prevodu kamnito mesto). Od leta 1809 je bil Taškent del Kokandskega Kanata in bil eno od največjih in najbogatejših mest Srednje Azije z okoli 100.000 prebivalci. Postal je središče trgovine med Rusi in narodi Srednje Azije. 
Pomemben preobrat v zgodovini mesta se je zgodil v času zasedbe Ruskega cesarstva leta 1865.  Taškent je takrat postal center Turkestanske gubernije in se začel razvijati v moderno mesto. 
Leta 1899 je v mesto prišla železniška proga in ga povezala s Kaspijskim morjem. 
11. oktobra 1917 mesto aneksirajo Sovjeti. Okupacija je naletela na odpor, v bojih je bil uničen zgodovinski del mesta. Od aprila 1918 Turkestansko gubernijo zamenja Turkestanska ASSR, ki kasneje pristopi v ZSSR. Leta 1930 postane Taškent njeno glavno mesto (pred tem je bil to Samarkand). V letih 1920–1940 se je začela industrializacija mesta.
26. aprila 1966 leta je mesto uničil potres jakosti 7 stopnje po Richterjevi lestvici. Brez domov je ostalo okoli 300.000 ljudi. Obnova je zelo spremenila urbano podobo mesta. Še večje spremembe je prinesla leta 1977 zgrajena podzemna železnica. Leta 1985 je bil zgrajen TV stolp visok 375 m.
Leta 1991 postane Taškent glavno mesto neodvisnega Uzbekistana.

## Administrativna razdelitev
Mesto je trenutno razdeljeno na naslednja okrožja:
- Bektemir
- Chilanzar
- Khamza
- Mirobod
- Mirzo Ulugbek
- Sergeli
- Shaykhontohur
- Sobir Rakhimov
- Uchtepa
- Yakkasaray
- Yunusabad

## Geografija
Taškent leži na severovzhodu Uzbekistana v neposredni bližini meje s Kazahstanom. Obstajajo celo četrti mesta, ki ležijo v Kazahstanu. V sovjetskem obdobju so bile meje med republikami potegnjene na neobičajen način, kar danes otežuje funkcioniranje samostojnih držav.
Mesto leži na nadmorski višini okoli 500 m v dolini reke Chirchik in njenih pritokov, na globokih naplavinah, zahodno od gorskih grebenov Tien Shana. Leži tudi na območju tektonske prelomnice, kjer so pogosti potresi. Klima je kontinentalna stepska z dolgimi vročimi poletji, kratkimi hladnimi zimami ter ima zelo malo padavin predvsem v zimskem času.

## Znamenitosti
Zaradi uničenja večine starodavnega mesta med revolucijo leta 1917 in kasneje v potresu leta 1966, je v Taškentu ostalo malo tradicionalne stavbne dediščine. Ima pa mnogo muzejev in spomenikov iz sovjetskih časov.
Medresa Kukeldaš sega v čas vladanja kana Abdulaha II. (1557–1598).
Čorsu bazar je v bližini medrese Kukeldaš. To je veliko trgovsko središče starega arabskega tipa, delno odprto, večji del pa zaprto pod ogromno nadstrešnico. Je središče starega mesta Taškent. Tukaj je naprodaj vse kar ljudje potrebujejo v vsakdanjem življenju.
Kompleks Hazrati Imam (mošeja Khast Imama). Tukaj je Uthmana Kur'an, ki velja za enega od štirih najstarejših ohranjenih Koranov na svetu. Je iz leta 655 in obarvan s krvjo umorjenega kalifa Uthmana. Napisan je na srninem usnju. V Samarkand ga je v 14. stoletju prinesel Timur, kasneje so ga zasegli Rusi kot vojno trofejo in je bil v Sankt Peterburgu. Leta 1924 pa so ga vrnili v Uzbekistan. V kompleksu je še petkova mošeja Juma Masjidi in 54 m visok minaret. Petkova mošeja lahko sprejme do 60.000 vernikov. Stebrišče na pokriti galeriji je značilno izrezljano iz lesa indijske sandalovine.
Timurjev spomenik stoji v enem najlepših parkov v mestu s fontanami, ob njem je Amir Timurjev muzej, ki se nahaja v stavbi z briljantno modro kupolo in bogato okrašeno notranjostjo. V njem je razstavljen Timur in predsednik Islam Karimov.
Park neodvisnosti, v katerem je v nekdanji Sovjetski zvezi stal najvišji kip Vladimirja Lenina (30 metrov) v Sovjetski zvezi. Lenina je leta 1992 zamenjal kip Radostne matere (Spomenik neodvisnosti Uzbekistana) z globusom in zemljevidom Uzbekistan na njem. V parku je še spomenik Žalostne ženske v spomin na vse padle v druge svetovni vojni.
Seveda je v mestu še cela vrsta muzejev kot na primer: 
Muzej umetnosti Uzbekistana v katerem hranijo veliko zbirko eksponatov izpred ruskega obdobja, tudi Sogdijske freske, budistične kipe in zoroastrijsko umetnost, ter sodobno zbirko uporabne umetnosti iz 19. in 20. stoletja, kot na primer vezene zavese suzani. Velika je zbirka slik Romanov 'izposojenih' iz Ermitaža, ki so krasile palačo v izgnanstvu v Taškentu. Za muzejem je majhen park z zanemarjenimi grobovi boljševikov iz leta 1917 in prvim uzbekistanskim predsednikom Juldoš Akunbabajevim.
Zgodovinski muzej, ki je največji v mesti in je bivši Leninov muzej.
- Bazar Chorsu v Taškentu
- Spomenik v Parku neodvisnosti na pisemski znamki
- Žalujoča mati ob spomeniku padlim v vojnah
- Medresa Kukeldash
- Timurjev spomenik v Timurjevem parku

## Promet
Javni prevoz v Taškentu izvajajo avtobusi in podzemna železnica. Trolejbusi so bili ukinjeni leta 2010.
Taškent ima tudi mednarodno letališče s povezavami po celem svetu. Hitra železnica povezuje Taškent s Samarkandom.

## Pobratena mesta
| - Almaty, Kazahstan - Ankara, Turčija - Astana, Kazahstan - Peking, Kitajska - Berlin, Nemčija - Biškek, Kirgizistan | - Kairo, Egipt - Dnipro, Ukrajina - Carigrad, Turčija - Karači, Pakistan - Kijev, Ukrajina - Kortrijk, Belgija | - Moskva, Rusija - Riga, Latvija - Seattle, ZDA - Seul, Južna Koreja - Skopje, Makedonija - Tunis, Tunizija |